# Coptops rugosicollis
Coptops rugosicollis là một loài bọ cánh cứng trong họ Cerambycidae.